# Hashmarks

Diagrama de donde se encuentran ubicadas las hashmarks.

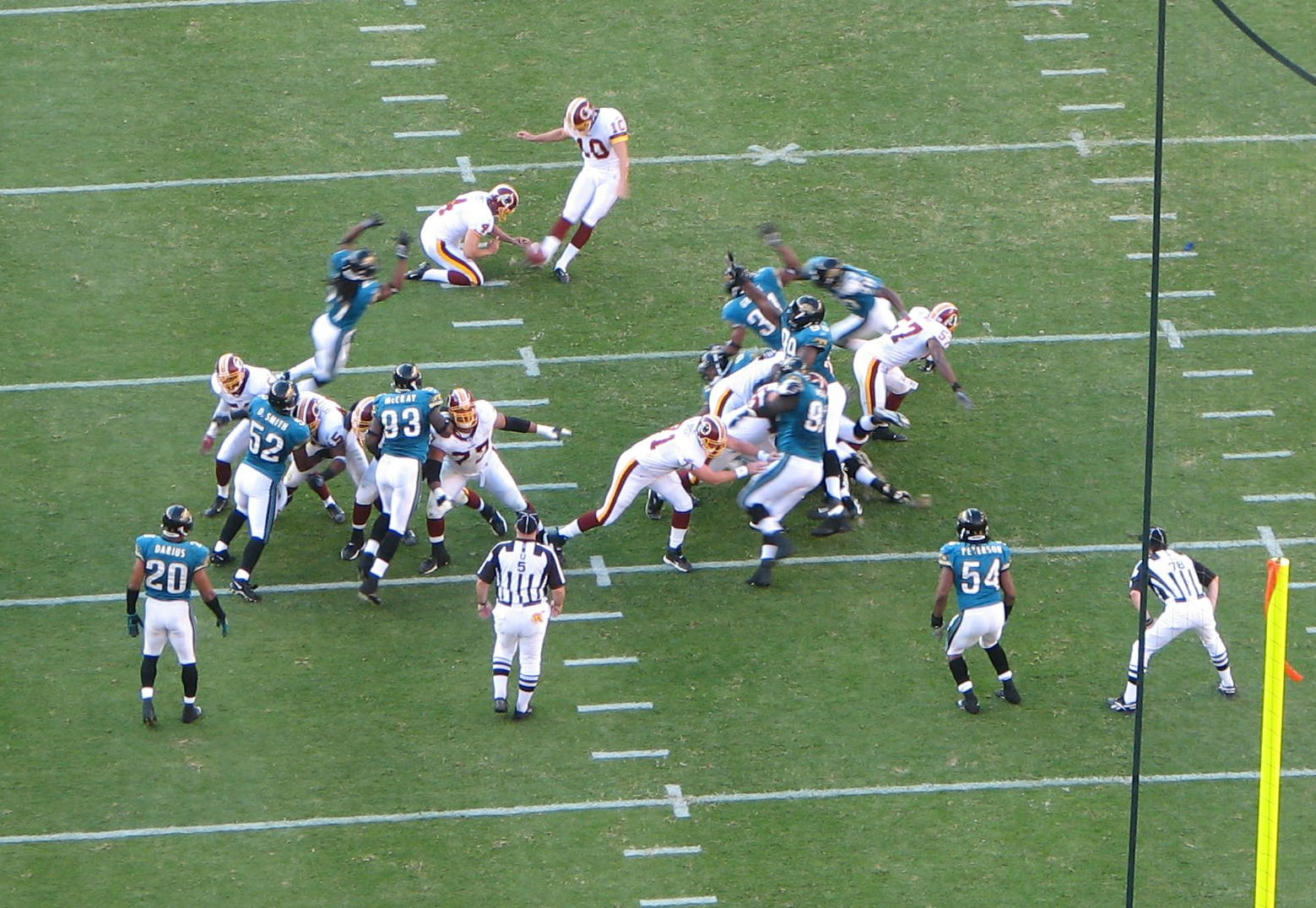
Intento de gol de campo donde se aprecian perfectamente las dos líneas de las hashmarks que están ubicadas a todo lo largo de campo de juego.

Las marcas conocidas como hashmarks, son las líneas que se encuentran a ambos lados del eje central del campo de fútbol americano, se usan como referencia para el inicio de una nueva jugada, desde el lado que ha terminado la anterior, es decir, si la última jugada termina a la izquierda del campo, el balón se colocará en la hashmark izquierda, si es a la derecha se procede del mismo modo y si le jugada se detiene en el centro, entre las dos hashmarks se coloca el balón en el sitio exacto donde terminó la jugada.